# 10E busz (Budapest)
A budapesti 10E jelzésű autóbusz a Puskás Ferenc Stadion metróállomás és a Hungexpo, Kongresszusi Központ között közlekedett, a 10-es busz kiegészítése céljából. A viszonylatot a Budapesti Közlekedési Zrt. üzemeltette.

## Története
2024. szeptember 14–18. között 10E jelzéssel expresszjárat indult a 34. Szülészeti-Nőgyógyászati Ultrahang Világkongresszus idejére a 10-es busz kiegészítése céljából.
Korábban hasonló útvonalon, 2015. szeptember 23. és 27. között 100E jelzéssel közlekedett gyorsjárat a Puskás Ferenc Stadion és az Expo tér között az OMÉK kiállítás idején. Az autóbusz csak ezen a két megállóhelyen állt meg. Ehhez hasonló, de hosszabb útvonalon közlekedett a „Bababolygó” nevű járat 2002. május 5-én a névadó rendezvény alkalmával, az Örs vezér tere – Expo tér – Népstadion – Örs vezér tere útvonalon. A vonalon Ikarus 260-as buszok közlekedtek.

## Útvonala
| Hungexpo, Kongresszusi Központ felé | Puskás Ferenc Stadion felé                                                                                          |
| --- | --- |
| Puskás Ferenc Stadion M vá. – Kerepesi út – Ifjúság útja – Dózsa György út – Kerepesi út – Albertirsai út – Hungexpo, belső út – Hungexpo, Kongresszusi Központ vá. | Hungexpo, Kongresszusi Központ vá. – Hungexpo belső út – Albertirsai út – Kerepesi út – Puskás Ferenc Stadion M vá. |

## Megállóhelyei
| 0  | Puskás Ferenc Stadion M végállomás        | 10 | 95, 130, 195 75, 75A, 77, 80 1, 1A Helyközi buszok Távolsági járatok |
| 10 | Hungexpo, Kongresszusi Központ végállomás | 0  | 10 (II. kapu)                                                        |

## Képgaléria

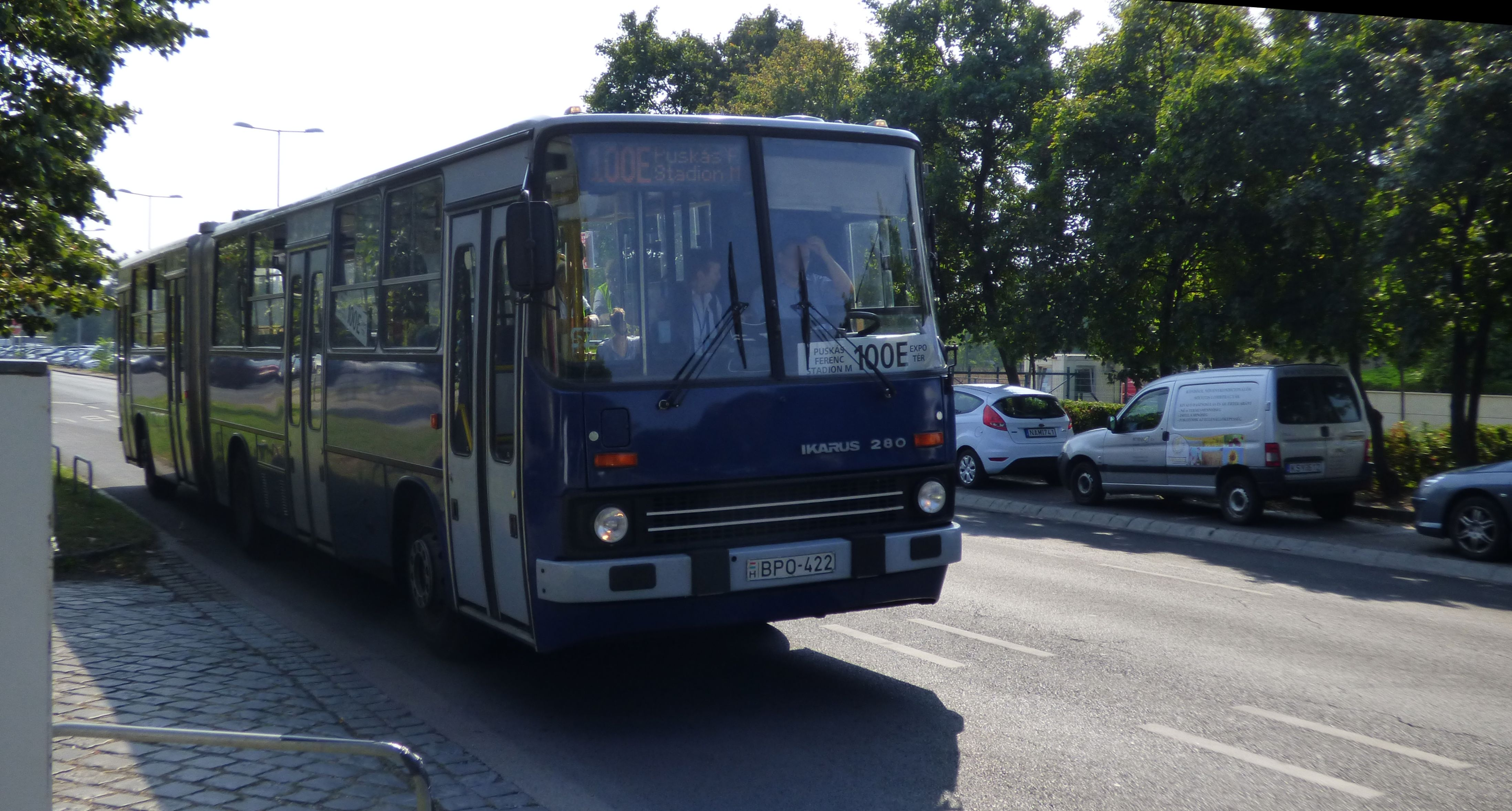
100E busz az Albertirsai úton
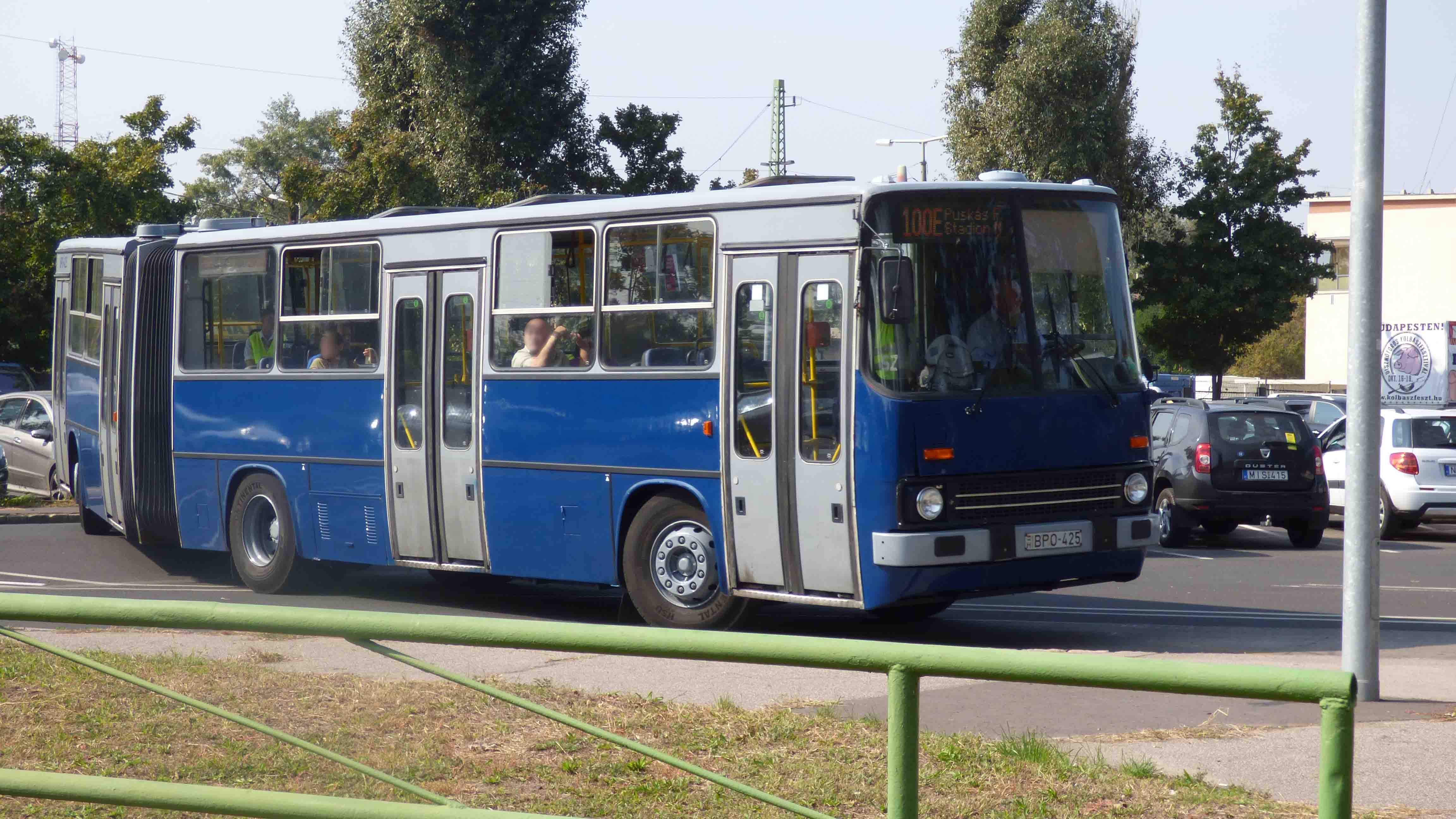
100E busz az Expo téren
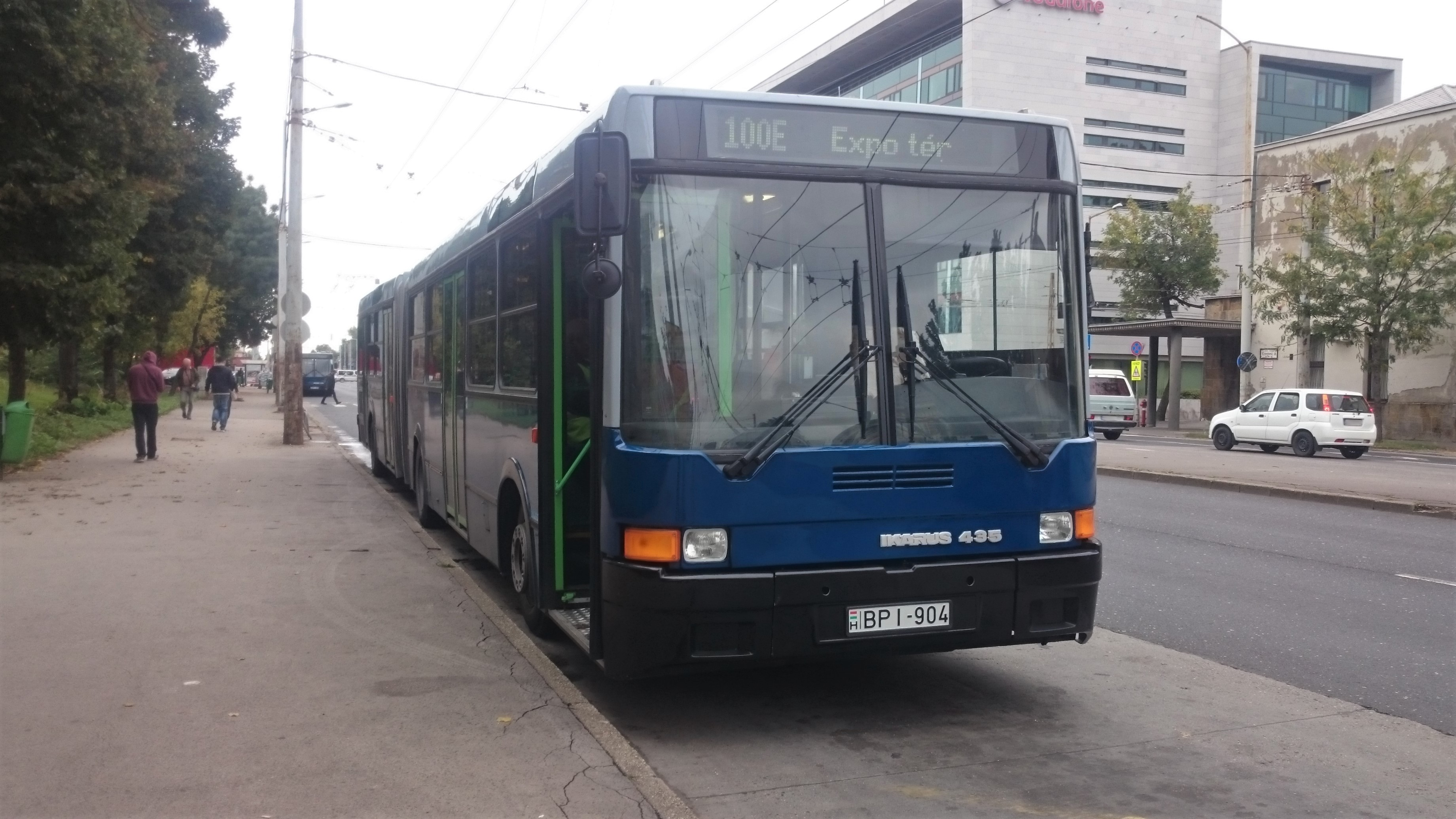
100E busz a Kerepesi úton...
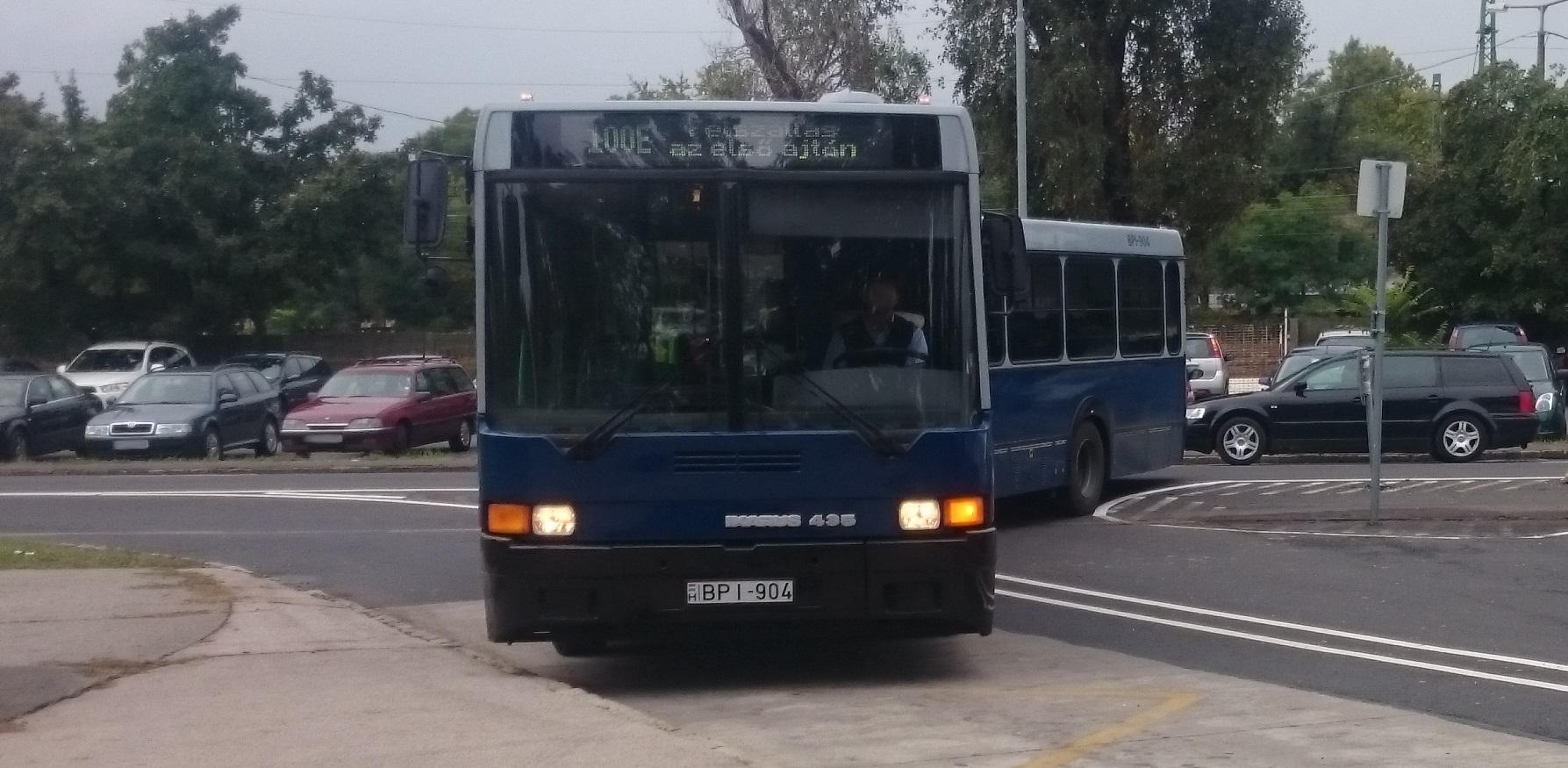
...és az Expo téren